# Siobhan McGarry
Siobhan McGarry (nascida McNeice, ) nascida em janeiro de 1966 é apresentadora de televisão e jornalista freelancer da Irlanda do Norte.

## Carreira
Siobhan McGarry é uma emissora e especialista em mídia. Sua empresa Media Friendly NI oferece treinamento e consultoria de mídia para os setores público, privado e voluntário em todo o Reino Unido e Irlanda. A McGarry também produz DVDs e vídeos da web com qualidade de broadcast altamente criativos para uma ampla gama de clientes. McGarry trabalha como apresentador para Downtown Radio e já trabalhou como apresentadora e repórter para UTV na Irlanda do Norte. Ela continua a escrever notícias, reportagens e artigos de viagem para vários veículos.
Suas realizações incluem ter escrito para o The Sunday Times, The Irish Times e The Sunday Life. De 2000 a 2005, McGarry trabalhou como repórter e locutor de notícias para a GMTV Northern Ireland e atuou como Correspondente da Irlanda para a ITN. Ela se mudou para a UTV como apresentadora e repórter do UTV Life, inicialmente fornecendo cobertura de maternidade para Alison Fleming. Em 2006, McGarry ganhou o prêmio de "Melhor Reportagem de Transmissão" no Visit USA Association Media Awards em Londres por uma reportagem que ela filmou sobre uma visita a Nova York. Em 2008, McGarry foi finalista do prêmio ITV de repórter regional do ano. Antes de seu trabalho na televisão, McGarry trabalhou no Downtown Radio .

## Vida pessoal
Antes de ser jornalista, McGarry trabalhou no restaurante de seus pais em Lurgan. McGarry tem três filhos.